# کانال‌دیجیتال
کانال‌دیجیتال (انگلیسی: CanalDigitaal) شرکت مخابرات هلندی است، که در سال ۱۹۹۶ تأسیس شد.